# تیری آلاجارین
تیری آلاجارین (انگلیسی: Thierry Alajarin؛ زادهٔ ۹ ژوئن ۱۹۶۷) بازیکن فوتبال اهل فرانسه است.